# Pedala
Pedala è un singolo del rapper italiano Frankie hi-nrg mc, pubblicato il 20 febbraio 2014 come primo estratto dal sesto album in studio Essere umani.

## Descrizione
La canzone è stata presentata dal rapper al Festival di Sanremo 2014, classificandosi all'ottavo posto. Viene scelta come sigla ufficiale del Giro d'Italia dal 2014 al 2016.

### Controversie
Dopo la presentazione al Festival di Sanremo il rapper è stato accusato di plagio in quanto il brano contiene un campionamento dal brano Golden Hen del cantante giamaicano Tenor Saw e perché titolo e cadenze sono identiche a un brano dei Nunu. A questo proposito Frankie hi-nrg mc si è difeso sostenendo che non è plagio perché «non ci sono gli estremi, il numero di battute, l'intenzione».

## Video musicale
Il video, diretto da Gaetano Morbioli, è stato reso disponibile il 20 febbraio 2014 attraverso il canale YouTube ufficiale del rapper.
Un video alternativo, girato da Stefano Santoro a New York, è stato pubblicato il 9 ottobre 2014 sulla pagina Facebook ufficiale del rapper. Il video mostra Frankie in bicicletta in giro per la città in vari momenti della giornata, alternati a spezzoni dove Frankie canta il brano.

## Tracce
1. Pedala – 3:29

## Classifiche
| Classifica (2014) | Posizione massima |
| ----------------- | ----------------- |
| Italia            | 32                |